# Luis Eduardo Luna
Luis Eduardo Luna (Florencia, 1947) è un antropologo e ricercatore colombiano sull'ayahuasca.

## Biografia
Luna nacque nel 1947 a Florencia, in Colombia.  Ha conseguito il suo dottorato presso l'Istituto di Religione Comparata dell'Università di Stoccolma, in aggiunta ad un dottorato onorario nel 2000 presso l' Università di San Lawrence a New York. Attualmente è insegnante di lingue presso l'Hanken School of Economics ad Helsinki in Finlandia.
Il dottor Luna è meglio noto per la sua ricerca sull'infuso enteogenico di Ayahuasca. La sua ricerca si è concentrata sull'uso tradizionale degli indigeni e sulle più recenti chiese sincretiche basate sull'Ayahuasca come il Santo Daime e l'Unione del Vegetale. È il direttore della Wasiwaska, Centro di ricerca per lo studio delle piante psicointegratrici, della arti visionare e della coscienza, con sede in Brasile; attualmente, stanno studiando gli aspetti neurologici dell'ebrezza da ayahuasca sul sistema nervoso centrale.

## Opere
- Vegetalismo: Shamanism Among the Mestizo Population of the Peruvian Amazon, 1986, ISBN 91-22-00819-5
- Ayahuasca Visions: The Religious Iconography of a Peruvian Shaman with Pablo Amaringo, 1991, ISBN 1-55643-064-7
- Inner Paths to Outer Space: Journeys to Alien Worlds through Psychedelics and Other Spiritual Technologies with Rick Strassman, Slawek Wojtowicz M.D Ede Frecska M.D, 2008, ISBN 1-59477-224-X